# Ted MacDougall
Edward John „Ted“ MacDougall (* 8. Januar 1947 in Inverness) ist ein ehemaliger schottischer Fußballspieler.

## Sportlicher Werdegang
MacDougall stieß als Teenager zum FC Liverpool, wo er 1966 unter Bill Shankly einen Profivertrag erhielt. Jedoch konnte er sich gegen die Konkurrenz um Ian St. John, Roger Hunt und Tony Hateley nicht durchsetzen und wechselte ein Jahr später zu York City in die Fourth Division. Hier reüssierte er als regelmäßiger Torschütze und wurde 1969 von Freddie Cox zum Drittdivsionär Bournemouth & Boscombe Athletic geholt, mit dem er trotz 21 Saisontoren absteigen musste. Im Dezember 1970 holte der Klub Phil Boyer, mit dem MacDougall bereits zeitweise bei York City ein Sturmduo gebildet hatte. Gemeinsam führten sie den Klub zur Drittligarückkehr im Sommer 1971, wo der Klub anschließend als Tabellendritter nur knapp den Durchmarsch in die Second Division verpasste. Im November 1971 stellte er im FA Cup einen Rekord auf, als er zum 11:1-Erfolg über den FC Margate neun Tore beitrug.
Im September 1972 sicherte sich Manchester United die Dienste von MacDougall. Rund um die im Umbruch befindlichen Mannschaft kam es zur Unruhe mit mittelmäßigen Ergebnissen als Folge, so dass Trainer Frank O’Farrell alsbald gehen musste. Unter dessen Nachfolger  Tommy Docherty hatte MacDougall einen schweren Stand und kam nur zu 18 Ligaspielen, ehe er im Frühjahr 1973 zu West Ham United transferiert wurde. Auch hier konnte er sich nicht etablieren, so dass er bereits zum Jahresende erneut den Klub wechselte und einem Angebot seines Ex-Bournemouth-Trainers John Bond, der kurz zuvor die Nachfolge von Ron Saunders angetreten hatte, folgend zu Norwich City kam. Mit dem Klub verpasste er zwar den Klassenerhalt, schaffte aber als Tabellendritter hinter Manchester United un Aston Villa den direkten Wiederaufstieg und stand mit der Zweitligamannschaft im Endspiel um den League Cup 1974/75. Saunders revanchierte sich im Duell zweier Zweitligisten mit Aston Villa für den Rausschmiss, Ray Graydon erzielte im Wembley-Stadion den entscheidenden Treffer zum 1:0-Sieg für den Klub aus Birmingham. Parallel hatte er sich in die schottische Nationalmannschaft gespielt, für die er im Sommer des Jahres gegen Schweden debütierte und bis Jahresende drei Tore in sieben Länderspielen erzielte. In der Erstliga-Spielzeit 1975/76 zeigte er sich torgefährlich und führte den Klub mit 23 Saisontoren zum Klassenerhalt und machte sich zum Torschützenkönig. 
Im Herbst 1976 wechselte MacDougall zum Zweitligisten FC Southampton, der im Sommer unter Lawrie McMenemy den FA Cup gewonnen hatte, und wurde durch den späteren englischen Nationalspieler Kevin Reeves ersetzt. An der Seite von Peter Osgood und Mick Channon war er auch hier ein torgefährlicher Angreifer, die Mannschaft verpasste jedoch den Aufstieg. Im Europapokal der Pokalsieger 1976/77 erreichte er unterdessen das Viertelfinale gegen Titelverteidiger und späteren Finalisten RSC Anderlecht, trotz eines Treffers von MacDougall beim 2:1-Erfolg im Hinspiel schied die Mannschaft in der Aggregation der Ergebnisse aus. Áb 1977 bildete er wieder gemeinsam mit Boyer ein Sturmduo, das dem Klub im folgenden Sommer zur Erstligarückkehr verhalf. Jedoch rückte MacDougall ins zweite Glied wund kehrte im November 1978 zu Bournemouth zurück. 
Als Leihspieler während der Sommerpause 1979 lief MacDougall für Detroit Express in der North American Soccer League auf, bereits zuvor war er für Edmonton Black Gold bei Repräsentativspielen aktiv gewesen. Ab 1980 ließ er dann seine Karriere im unterklassigen englischen Ligabereich und Non-League Football ausklingen. Dabei lief er für den von Alan Ball trainierten FC Blackpool, Salisbury City, Poole Town, AFC Totton, Gosport Borough und Floreat Athena jeweils weniger als eine Spielzeit auf. Im Sommer 1982 spielte er kurzzeitig für den australischen Klub St. George-Budapest, ehe erneut für AFC Totton und den FC Andover auflief. 
Als Ball im Sommer 1998 das Traineramt beim FC Portsmouth antrat, gehörte MacDougall bis zur gemeinsamen Entlassung im Dezember 1999 zum Trainerteam. Später war er in der Jugendarbeit der Atlanta Silverbacks tätig.